# 迪拉韦勒
迪拉韦勒（法語：Duravel，法語發音：[dyʁavɛl]）是法国洛特省的一个市镇，属于卡奥尔区。

## 地理
迪拉韦勒（44°30'59"N, 1°4'47"E）面积14.97 平方千米，位于法国奧克西塔尼大區洛特省，该省份为法国西南部内陆省份，北起顺时针与科雷兹省、康塔爾省、阿韦龙省、塔恩-加龙省、洛特-加龍省和多尔多涅省接壤。
与迪拉韦勒接壤的市镇（或旧市镇、城区）包括：蒙卡布里耶、皮莱韦克、圣马丹勒勒东、索蒂拉克、图扎克、洛特河畔维尔。

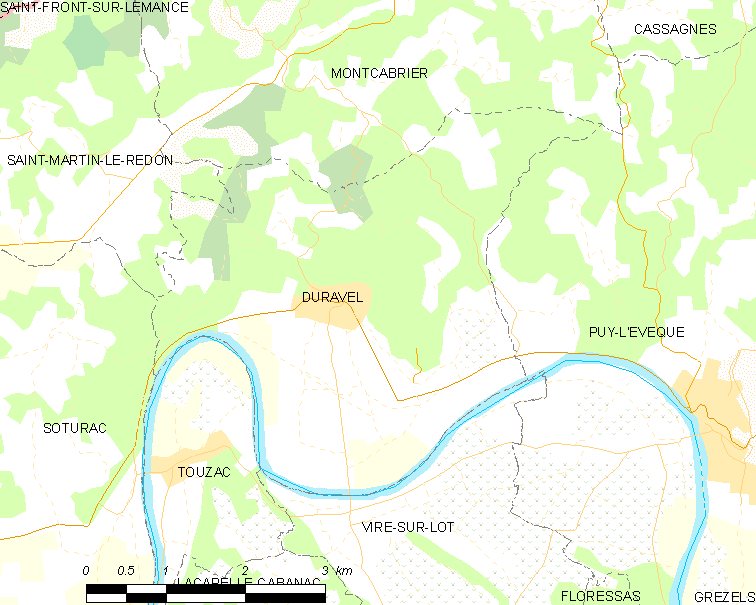
迪拉韦勒的OSM定位图

迪拉韦勒的时区为UTC+01:00、UTC+02:00（夏令时）。

## 行政
迪拉韦勒的邮政编码为46700，INSEE市镇编码为46089。

## 政治
迪拉韦勒所属的省级选区为皮莱韦克县。

## 人口

1962-2008年间迪拉韦勒人口变化图示

迪拉韦勒于2022年1月1日时的人口数量为946人。